# Krautscheid
Krautscheid is een plaats in de Duitse deelstaat Rijnland-Palts, en maakt deel uit van de Eifelkreis Bitburg-Prüm.
Krautscheid telt 218 inwoners.
Krautscheid is ontstaan in 1973 na de fusie van Krautscheid,Ringhuscheid en Bellscheid.
Het hoogste punt is 525 m
De oppervlakte bedraagt 8,59 km².
63,3% v/d oppervlakte is landbouwgrond.
31% v/d opp. zijn bossen.

## Geschiedenis
De eerste vermelding stamt waarschijnlijk uit 830, uit een oorkonde en vermoedelijk werd het huidige Croscheid bedoeld. De eerste zekere schriftelijke vermelding stamt uit een koopverdrag uit 1231. In 1243 werd een kapel opgericht en aansluitend een parochie gesticht. Gedurende het "Leenstelsel" behoorde het "Ort" tot het Luxemburgse Neuerburg. Onder het Pruisische bestuur kwam het eerst onder het burgemeesterschap Ringhuscheid, later behoorde het tot Maxweiler. Sinds 1973 is bestaat het uit de gemeenten - Krautscheid, Ringhuscheid en Bellscheid.

## Bestuur
De plaats is een Ortsgemeinde en maakt deel uit van de Verbandsgemeinde Arzfeld.
Verbandsvrije stad:  Bitburg